# 鈴木秀明 (ラグビー選手)
鈴木 秀明（すずき ひであき、1993年3月4日 - ）は、トップチャレンジリーグコカ・コーラレッドスパークスに所属するラグビー選手。

## プロフィール
- 神奈川県出身[1]。
- ポジションはフランカー(FL)。
- 身長 182cm、体重 95kg
- U19日本代表に選ばれたことがある[2]。

## 略歴
ラグビーを始めたきっかけは近所のおじさんに勧誘されたことから。
2011年、岡谷工業高校卒業後、大東文化大学に入る。なお岡谷工業高校時代には副将を務め、高校日本代表に選ばれたことがある。
2015年、大東文化大学卒業後、コカ・コーラレッドスパークスに加入。同年12月6日に行われたジャパンラグビートップリーグ第4節のヤマハ発動機ジュビロ戦にて先発出場で公式戦初出場を果たす。